# Формалін
Формалі́н — розчин формальдегіду, безбарвна прозора рідина з різким подразнювальним запахом, що використовується як засіб для дезінфекції, фіксації, дублення тощо. За нормальних умов розчинний у воді до 37%. У промислових маштабах отримується окисненням метанолу, відтак, технічний продукт може містити як сліди метанолу, так і мурашину кислоту. Метанол може додаватись у формалін задля його стабілізації — уникнення полімерізації формальдегіду з часом.

## Використання
Формалін широко використовується для протруювання насіння зернових культур проти різних видів сажки. Формалін в слабих (4 %) концентраціях застосовується для знищення дорослих мух, які охоче летять на його запах.
Використовується у виробництві синтетичних смол, синтетичного каучуку, поверхнево-активних речовин, багатоатомних спиртів, формалей та інших метиленових похідних.
Широке застосування знаходить: у паперовій промисловості — для покращання міцності та якості паперу; у шкіряній — для дублення шкіри; у текстильній — для підвищення опорності виробів до зминання та усадки; у сільському господарстві — для обробки зерна та коренеплодів, дезінфекції ґрунту та тваринницьких приміщень; у медицині — як дезінфекційний засіб місцевої припалюючої дії, у анатомії — як консервант для збереження анатомічних препаратів.

## Пакування, зберігання, транспортування
При зберіганні допускається утворення каламуті або білого осаду як наслідок полімерізації, розчинного за температури не вище 40 °C.
Пакування — залізничні й автоцистерни з алюмінієвими або нержавіючими котлами, поліетиленові бутилі, бідони; алюмінієві, нержавіючі або сталеві з антикорозійним покриттям бочки місткістю до 200 літрів.
Транспортують залізничним або автомобільним транспортом у критих транспортних засобах згідно з правилами перевезень вантажів, що діють на даному виді транспорту.
Технічний формалін зберігають у посудинах, які обігріваються, і виготовлені з матеріалів, що забезпечують зберігання якості продукту за температури 10-25 °C. В пакуванні виготовлювача — у складських приміщеннях, що опалюються, за температури 10-25 °C.
Гарантійний термін зберігання — три місяці з дня виготовлення.